# Carry Huis in 't Veld
Carry Huis in 't Veld (Amsterdam, 25 november 1973) is een Nederlands springamazone.
Vooral met haar paarden Hay Guy en Iceberg behaalde ze jaren achtereen vele internationale successen.
Huis in 't Veld was reserveruiter voor het Europees kampioenschap van de springruiters in Hickstead in 1999. Het team bestond oorspronkelijk uit Jan Tops, Jos Lansink, Emile Hendrix, Jeroen Dubbeldam en Ben Schröder. Door een blessure van zijn paard moest Schröder vervangen worden door Huis in 't Veld, maar doordat deze wijziging plaatsvond na de sluiting van de definitieve inschrijving mocht Huis in 't Veld toch niet afreizen en moest door bureaucratie het EK voor de televisie kijken in plaats van er zelf aan deel te nemen.
Tegenwoordig heeft Huis in 't Veld buiten het deelnemen aan wedstrijden ook een fokkerij en handel- en africhtingsstal in het Noord-Hollandse Berkhout.

## Palmares (selectie)
Onderstaande is een selectie van de palmares van Huis in 't Veld.
- 1994 - 3e in teamverband op het Europees Kampioenschap voor Young Riders te Millstreet
- 1996 - 2e Wereldbekerwedstrijd C.S.I.W. Helsinki met Hay Guy
- 1997 - 2e Wereldbekerwedstrijd C.S.I.W. Sevilla met Hay Guy
- 1998 - 2e Grote Prijs van C.S.I.O. Lissabon met Hay Guy
- 1998 - 3e Grote Prijs van C.S.I. Millstreet met Hay Guy
- 1999 - 3e Grote Prijs van C.S.I. Monte Carlo met Iceberg
- 1999 - Winnaar Landenwedstrijd van C.S.I.O. Dublin met Hay Guy
- 1999 - Winnaar Landenwedstrijd van C.H.I.O. Rotterdam met Hay Guy
- 1999 - 2e Wereldbekerwedstrijd C.S.I.W. Londen met  Iceberg
- 2000 - 3e Grote Prijs van C.S.I.W. 's Hertogenbosch met Iceberg
- 2000 - 3e Grote Prijs van C.S.I. Gijon met Hay Guy
- 2000 - 2e Wereldbekerwedstrijd C.S.I.W. Stockholm met Iceberg
- 2000 - Laatste 20 FEI Wereldbeker Finale Las Vegas met Iceberg.
- 2000 - Winnaar Grote Prijs van C.S.I. Zuidlaren met  Iceberg
- 2002 - 3e Grote Prijs van C.S.I. Monte Carlo met Hay Guy
- 2005 - Winnaar Landenwedstrijd C.S.I.O. Lissabon met Prime Time
- 2008 - Winnaar Grote Prijs van C.S.I. Moorsele met Prime Time